# I Just Called to Say I Love You
I Just Called to Say I Love You è un brano musicale scritto, prodotto e cantato da Stevie Wonder come parte della colonna sonora del film del 1984 La signora in rosso. Il brano è una ballata romantica abbastanza ritmata, in cui l'autore descrive come qualunque giornata ordinaria può diventare magica, se si confessano i propri sentimenti alla persona amata.

## Descrizione
Si tratta di una delle canzoni più "semplici" di Stevie Wonder, lontana dalle sperimentazioni anni settanta, e pienamente in linea con lo stile anni ottanta, fatto di sintetizzatori e drum machine. Per questa ragione, il brano non fu apprezzato dalla critica musicale alla sua uscita, anche se il pubblico premiò il disco, rendendolo uno dei maggiori successi del cantante. Il brano ha inoltre vinto l'Oscar e il Golden Globe alla miglior canzone originale.
La canzone rimase in vetta alla Billboard Hot 100 per tre settimane, dal 13 ottobre 1984, diventando anche il primo, ed unico, singolo di Wonder in testa alla classifica britannica, dove invece rimase per ben sei settimane. Fra gli altri riconoscimenti della canzone vanno ricordati un Golden Globe ed un oscar per la migliore canzone.
È in corso una disputa legale fra Stevie Wonder ed il suo ex collaboratore Lee Garrett, sui diritti del brano I Just Called to Say I Love You. Garrett infatti dichiara di aver scritto la canzone anni prima della sua pubblicazione, avvenuta nel 1984.
La canzone utilizza un campionamento di (Sittin' on) the Dock of the Bay di Otis Redding del 1968.

## Cover
- 1984, Elvira nell'album Top Ten 2 - Internacionalni Hitovi con il titolo Želim Reći Da Te Ljubim, testo di Miso Doležal (Jugoton – LSY-61977), pubblicato in Iugoslavia.
- 1984, De Strangers nell'album Wat e Feestje con il titolo Hoe Dan Ook... Ik Zal Oe Belle, testo di Frank Rover (Dureco Benelux – K 99.513), pubblicato in Belgio.
- 1984, Flamingokvintetten nell'album Flamingokvintetten 15 con il titolo Det Är Dig Som Jag Behöver, testo di Monica Forsberg (flam - FLAM 3300), pubblicato in Svezia.
- 1984, James Last nell'album Non Stop Dancing '85 (Polydor – 825 115-2), pubblicato in Germania, Spagna, Portogallo e Regno Unito.
- 1984, Tom Smith nella compilation Super Nonstop 20 Ulkomaista Hittiä (M&T Tuotanto – NS1002),  pubblicato in Finlandia.
- 1984, la cantante Dalida pubblica nell’album Dali una cover in lingua francese testo di Didier Barbelivien, con il titolo Pour te dire je t'aime (Orlando International Shows – 66.215).
- 1984, Eldorado Band nell'album Eldorado 4 (MOWI Music – 4071084), pubblicato in Danimarca.
- 1984, Fausto Papetti nell'album Sax idea - 39ª raccolta (Durium – MsAI 77445).
- 1984, Curt Haagers nell'album Agadoo con il titolo Det Är Dej Som Jag Behöver, testo di Monica Forsberg (Mariann – MLPH 1582), pubblicato in Svezia.
- 1984, Kirka, singolo Soitin Vain Kun Taas Sua Kaipaan, testo di Juice Leskinen (CBS – CBSA 4976); album del 1985 Älä Sano Ei (CBS – CBS 26535), pubblicato in Finlandia.
- 1984, Daliah Lavi, singolo Ich Wollt' Nur Mal Mit Dir Reden, testo di Michael Kunze (EMI – 1C 006 14 6981 7); nell'album del 1985 Herzblut (EMI – 1C 066 14 7030 1), pubblicato in Germania.
- 1984, Stef Meeder nell'album 30 Superhits Op Yamaha (Super Song Serie – SSMP 8401), pubblicato nei Paesi Bassi.
- 1984, Blue Ventures nell'album Forever Volume 1 (Jet Age – BV-1), pubblicato in Canada, Barbados e Stati Uniti d'America.
- 1984, Ingmar Nordström nell'album På Begäran (Frituna – FRLP-204), pubblicato in Svezia.
- 1985, Severino Gazzelloni nell'album Emozioni (Many Records – 64 2404531).
- 1985, Caravelli nell'album L'amour en héritage (CBS – CBS 24051), pubblicato in Venezuela e Paesi Bassi.
- 1985, Richard Clayderman nell'album From Paris with Love (CBS – CDCBS 26757).
- 1985, Harry Holland & Dieter Reith nell'album Magic Accordion (CBS – CBS 26281), pubblicato in Israele, Germania e Paesi Bassi.
- 1985, Party Service Band nell'album Star Gala Super-Hit Parade (Karussell – 825 253-1), pubblicato in Germania.
- 1985, The Studio London Orchestra nell'album All Night Long (16 Love Themes) (Laser – 26005).
- 1985, Julie Anthony nell'album This Is It (J & B Records – JB210), pubblicato in Australia.
- 1985, Sacha Distel nell'album Et je pense à toi (Carrere – 66242), pubblicato in Francia.
- 1985, Paul Mauriat nell'album Transparence (Philips – 824 557-2).
- 1985, Cockspur Five Star Steel Orchestra nell'album Cockspur Five Star Steel Orchestra – Vol. 1 (WIRL – W232), pubblicato nelle Barbados.
- 1985, Sabina nell'album Sabina con il titolo Nazovi Me I Reci Da Me Voliš (Diskoton – LP 8178), pubblicato in Iugoslavia.
- 1985, Franz Lambert nell'album Let's Have a Party, 2 (Teldec – 4.26182), pubblicato in Germania.
- 1985, Záray Márta e Vámosi János nell'album Gól! con il titolo Felhívlak, Hogy Elmondjam, testo di Bradányi Iván (Pepita – SLPM 17946), pubblicato in Ungheria.
- 1985, Terry Herman Trio nell'album Sunshine (Denon – YX-7369-ND), pubblicato in Giappone.
- 1985, Sharon Cuneta nella compilation Bituing Walang Ningning (Sunshine – TSP-5371), pubblicato nelle Filippine.
- 1985, Hugh Burns nell'album I Give My Heart To You (Eastworld – EWS-91138), pubblicato in Giappone.
- 1989, Johnny Dorelli ha incluso una sua versione del pezzo nell'album Mi son svegliato e c'eri tu, con l'accompagnamento dell'orchestra di Augusto Martelli.
- 1989, Mauro Nardi la include con una sua versione nell'album E le ricanto per voi con il titolo Amare te.
- 2015, Acero incide la versione bachata per la compilation Bachata for lovers (J&N Records).

## Tracce

### 7" Single
1. I Just Called To Say I Love You 4:16
2. I Just Called To Say I Love You (Instrumental) 4:16

### 12" Maxi Single
1. I Just Called To Say I Love You (Extended) 6:44
2. I Just Called To Say I Love You (Instrumental) 6:45

## Classifiche

### Classifiche settimanali
| Classifica (1984)                | Posizione massima |
| -------------------------------- | ----------------- |
| Australia                        | 1                 |
| Austria                          | 1                 |
| Belgio (Fiandre)                 | 1                 |
| Canada                           | 1                 |
| Europa                           | 1                 |
| Finlandia                        | 1                 |
| Francia                          | 1                 |
| Germania                         | 1                 |
| Irlanda                          | 1                 |
| Italia                           | 1                 |
| Norvegia                         | 1                 |
| Nuova Zelanda                    | 1                 |
| Paesi Bassi                      | 1                 |
| Polonia                          | 1                 |
| Regno Unito                      | 1                 |
| Spagna                           | 1                 |
| Stati Uniti                      | 1                 |
| Stati Uniti (adult contemporary) | 1                 |
| Stati Uniti (R&B)                | 1                 |
| Sudafrica                        | 1                 |
| Svezia                           | 1                 |
| Svizzera                         | 1                 |

### Classifiche di fine anno
| Classifica (1984) | Posizione |
| ----------------- | --------- |
| Australia         | 6         |
| Austria           | 9         |
| Belgio (Fiandre)  | 1         |
| Canada            | 1         |
| Francia           | 9         |
| Germania          | 6         |
| Italia            | 1         |
| Nuova Zelanda     | 2         |
| Paesi Bassi       | 4         |
| Regno Unito       | 2         |
| Spagna            | 3         |
| Svizzera          | 11        |

### Classifiche di fine decennio
| Classifica (1980–1989) | Posizione |
| ---------------------- | --------- |
| Regno Unito            | 3         |

### Classifiche di tutti i tempi
| Classifica  | Posizione |
| ----------- | --------- |
| Regno Unito | 13        |